# Orkan Çınar
Orkan Çınar (sinh 29 tháng 1 năm 1996) là một cầu thủ bóng đá Thổ Nhĩ Kỳ thi đấu ở vị trí tiền vệ cánh cho Konyaspor mượn từ Beşiktaş.

## Sự nghiệp câu lạc bộ
Çınar gia nhập SpVgg Greuther Fürth năm 2014 từ VfL Wolfsburg. Anh ra mắt tại 2. Bundesliga ngày 24 tháng 8 năm 2014 trước FC Ingolstadt 04. Anh thay cho Tom Weilandt sau 77 phút thi đấu, trong trận thua sân khách 2-0.